# ژان-پیر لئو
ژان-پییِر لِئو (به فرانسوی: Jean-Pierre Léaud) (زادهٔ ۵ مه ۱۹۴۴) بازیگر فرانسوی است.

## زندگی و حرفه
لئو در سال ۱۹۴۴ در پاریس زاده شد. او نخستین بار در ۱۴ سالگی در فیلم چهارصد ضربه و در نقش آنتوان دوانل که شخصیتی گرته‌برداری‌شده از زندگی فرانسوا تروفو بود، ظاهر شد و بازی او در این فیلم مورد توجه قرار گرفت. لئو پس از ایفای نقش آنتوان نوجوان در چهارصد ضربه، در چهار فیلم دیگر تروفو که ادامه شرح احوال آنتوان دوانل به‌شمار می‌رفتند بازی کرد و دوره‌ای چندین ساله را همراه با شخصیت آنتوان سپری کرد. این فیلم‌ها آنتوان و کولت (۱۹۶۲، فیلم کوتاه)، بوسه‌های ربوده شده (۱۹۶۸)، کانون زناشویی (۱۹۷۰) و عشق فراری (۱۹۷۹) نام دارند.
لئو در در فیلم‌های کارگردانان بزرگ دیگری همچون برناردو برتولوچی، ژان‌لوک گدار و آکی کوریسماکی نیز بازی کرده‌است.

## فیلم‌شناسی
- چهارصد ضربه (۱۹۵۹)
- پیمان ارفئوس (۱۹۶۰)
- آنتوان و کولت (۱۹۶۲)
- دلقک (۱۹۶۵)
- آلفاویل (۱۹۶۵)
- بابانوئل چشمان آبی دارد (۱۹۶۶)
- مرد، زن (۱۹۶۶)
- چینی (۱۹۶۷)
- کوچ (۱۹۶۷)
- آخر هفته (۱۹۶۷)
- بوسه‌های ربوده شده (۱۹۶۸)
- خوکدانی (۱۹۶۹)
- کانون زناشویی (۱۹۷۰)
- بیرون ۱ (۱۹۷۱)
- دو دختر انگلیسی و مرد اروپایی (۱۹۷۱)
- آخرین تانگو در پاریس (۱۹۷۲)
- شب آمریکایی (۱۹۷۳)
- مادر و روسپی (۱۹۷۳)
- عشق فراری (۱۹۷۹)
- کارآگاه (۱۹۸۵)
- ماموران زن (۱۹۸۷)
- ۳۶ دختر (۱۹۸۸)
- من یک آدمکش استخدام کرده‌ام (۱۹۹۰)
- زندگی بوهمی (۱۹۹۲)
- مرد من (۱۹۹۶)
- وامپیر (۱۹۹۶)
- دو فیلم کوتاه از فرنسوا تروفو (۱۹۹۹)
- پورنوگرافر (۲۰۰۱)
- خاطرات یک اغواگر (۲۰۰۱)
- آنجا ساعت چند است؟ (۲۰۰۲)
- رویایی‌ها (۲۰۰۴)
- چهره‌ها (۲۰۰۹)